# フランケンヴァルト

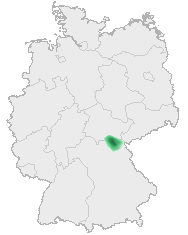
フランケンヴァルトの位置

フランケンヴァルトまたはフランケンの森（Frankenwald）は、ドイツ、フランケン地方北東部の中低山地である。
テューリンゲンの森とフィヒテル山地の間に位置する。最高峰は標高794mのデプラベルク 、2番目に高いのはテューリンゲン州ブレンナースグリュンに近い標高792mのヴェッツシュタインである。テューリンゲンの森からフランケンヴァルトへの移行は明確でない。テューリンゲン州南東部の一部の町はフランケンヴァルトに位置づけられる。

## 概要
フランケンヴァルトの特徴は、一見つじつまが合わないのだが、次のように描写される。「フランケンヴァルトに山はない。そこにあるのは谷ばかりだ。」（作者不詳）
フランケンヴァルトは樹木の豊かな地域である。大部分が針葉樹林であり、広葉樹林は希である。さらに言えば、ヨーロッパブナやモミの木が支配的で、トウヒの木はわずかである。
フランケンヴァルトの住人は、森と密接に結びついた暮らしをしている。彼らの生活の基本は、ガラス産業、陶磁器産業、筏流し、炭焼きあるいは製粉業などである。フランケンヴァルトのモミはマイン川、ライン川を経てアムステルダムにまで運ばれた。今日でも観光用に筏流しが行われている。
シュヴァルツェンバッハ・アム・ヴァルトやバート・シュテーベンをはじめとして多くの町が、高原性の心地よい気候により、全国的にも空気のよい保養地として知られており、この地域の住民の収入の多くをまかなっている。
かつては「ノルトヴァルト」と呼ばれていたフランケンヴァルトの入植は13世紀に、まずは樹木の茂る高地から始まった。かつての入植地の開墾地の跡は現在でも鏈村（農地や牧草地を背景として家屋が並ぶ集落）や円形のアンガー型集落といった、特殊な集落携帯で識別できる。後に谷の入植地が開かれた。こうした村は典型的な牧草地の谷となった。
フランケンヴァルトは3つの地形要素から形成されている。
- 開墾された高地
- 樹木の茂る斜面
- 牧草地の谷

フランケンヴァルト自然公園は、クローナハ郡とその近隣のホーフ郡およびクルムバッハ郡の一部から成る。
フランケンヴァルト協会は、郷土研究と山歩きの協会である。この協会は、フランケンヴァルトの習俗と歴史の保存と稠密なハイキング道網の維持整備を行っている。この協会はナイラで創立された。フランケンヴァルト協会はハイキング道にGPSシステムを組み込んでいる。
フランケンヴァルト、あるいはその周辺地域には、ミュンヘン＝ベルリン、リヒテンフェルス＝クルムバッハ＝ホーフ、ザールフェルト=ブランケンシュタイン、ミュンヒベルク＝ヘルムブレヒツ、ホーフ＝ナイラ＝バート・シュテーベンといった鉄道路線や連邦アウトバーンA9、連邦道路B173、B85、B289、B2、B303が走っている。
地質学的にはフランケンヴァルトはその大部分が硬砂岩と粘板岩の上にある。断層帯であるフランケン・ラインはオーバーマインラントの石灰質の土地と境を接している。
スレートは家を造るのに、今日でも「青い黄金」の屋根を作るのに、用いられ、フランケンヴァルトの村を特徴づける。

## 見所

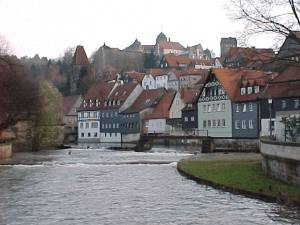
クローナハ旧市街からローゼンベルク要塞を望む

### 史跡
- クローナハの歴史的旧市街を見下ろすローゼンベルク要塞
- ラウエンシュタイン近郊のマンテルブルク城
- ミットヴィッツの水城
- マルクトロイガスト近郊マリエンヴェイハーの巡礼バジリカ「マリエ・ハイムシュフンク」。かつてはフランケンヴァルトの巡礼教会であり、ドイツで最も古い巡礼教会の一つであった。

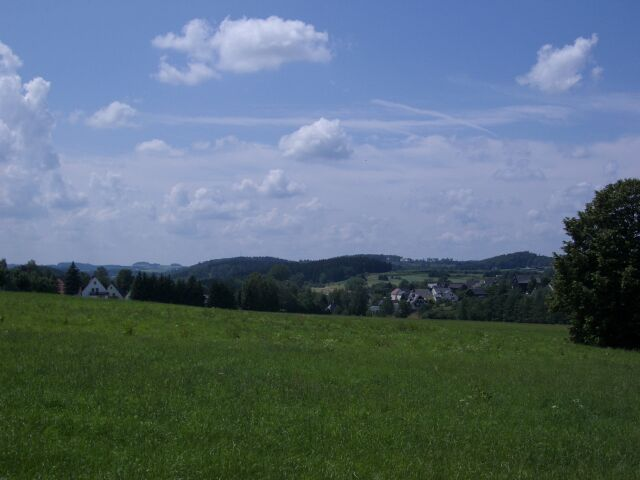
ヘレン渓谷

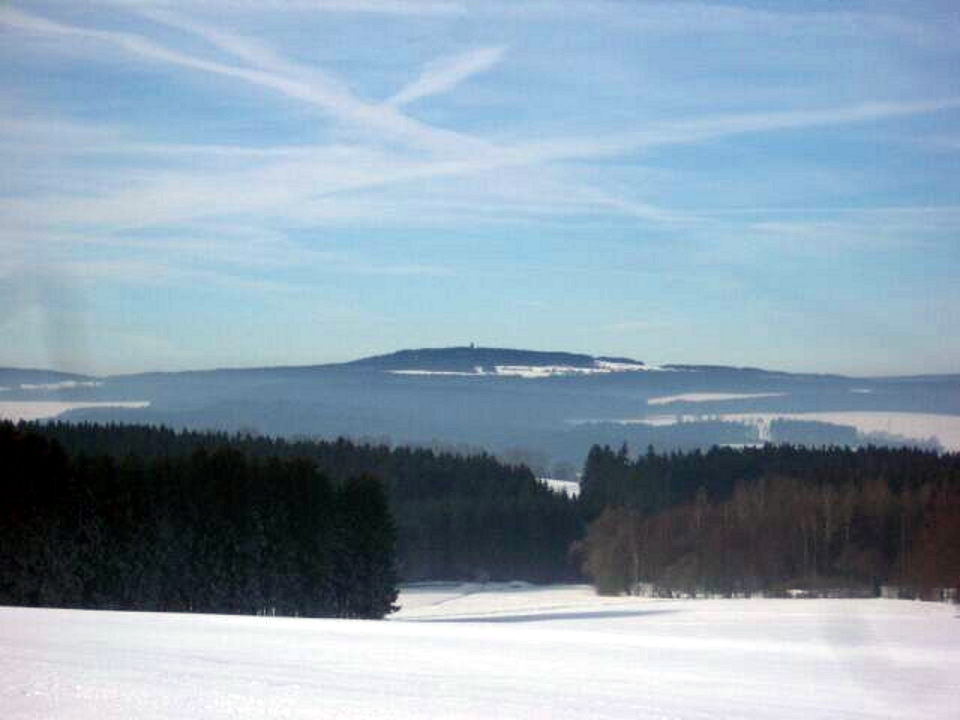
フランケンヴァルトの最高峰デプラベルクの冬景色

### 自然景観
- シカの群れが住むバート・シュテーベン近郊のヘレン渓谷
- ラートシュピッツおよびエクシェ・ヘーヘンヴェグ
- シュタットシュタイナハ近郊のシュタイナハ渓谷とミューレンヴェグ
- シェンヴァッペンヴェグやヴェッツシュタイン沿いのレンシュタイク
- ヴィルスベルク近くのショルガスト渓谷
- シュタムバッハ近くのヴァイセンシュタイン
- ヴィルテン・ローダッハ川のラーダッハ渓谷
- ラウエンシュタイン近郊のロキッツ渓谷
- ギフティンク近くのクレムニッツ渓谷
- トイシュニッツァー湿原
- シュヴァルツェンベルク・アム・ヴァルト近郊のデプラベルク

この他にもたくさんある。

## 旅の魅力
- ケーデルタールシュペッレでのインラインスケートやサイクリング
- ヴァレンフェルスのヴィルテン・ローダッハ川の川下り
- ノルトハルベンのレース編み
- 最高の温泉設備を有するバイエルン州の指定保養地バート・シュテーベンでの温泉と保養の休暇
- 美食のフランケンヴァルト：地産食材によるおいしい料理。健康意識の高い人や糖尿病患者にもゆったりと楽しむことが出来る料理。
- バイエルンの繁栄を支えた、ゲロルズグリュンの近くロタールハイルにあるスレート採掘・加工場跡の見学
- 全長350kmにおよぶ標識のあるハイキング道、たとえばレンシュタイクやフランケンヴァルト協会が運営するフランケンヴェグやハイキング道網、でのハイキング
- テッタウ自転車道のサイクリングや、MTB-シュトレッケン・ネットあるいはレンシュタイク（全長300km）を利用したマウンテンバイク
- デプラベルクの周辺やヴェッツシュタイン周辺に延びる（全長約500kmにわたって標識がつけられたコースが延びている）スキー長距離（ノルディック・スキー）コース
- 総計16本のリフト設備を持つアルペン・スキー場

## 町

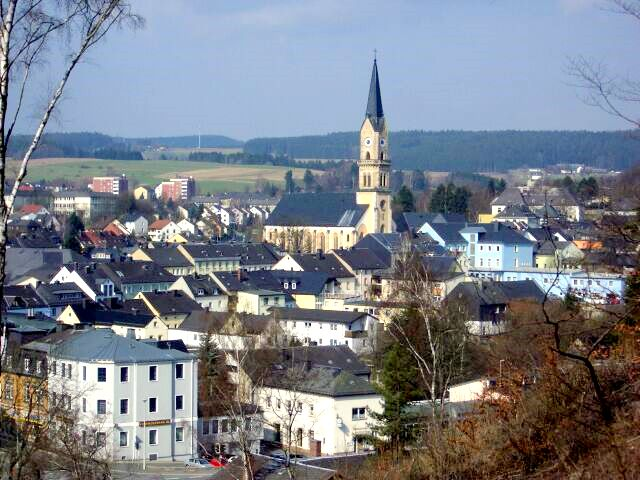
ナイラの町並み

フランケンヴァルトおよびその周辺には以下の町がある。リストはアルファベット順。
- バート・シュテーベン Bad Steben
- バート・ローベンシュタイン Bad Lobenstein
- ゲロルツグリュン Geroldsgrün
- ホーフ Hof
- ヘルムブレヒツ Helmbrechts
- イシガウ Issigau
- クローナハ Kronach
- クルムバッハ Kulmbach
- レーエシュテン Lehesten
- リヒテンベルク Lichtenberg
- ルートヴィヒスシュタット Ludwigsstadt
- マルクトローダッハ Marktrodach
- ミトヴィッツ Mitwitz
- ナイラ Naila
- ノルトハルベン Nordhalben
- プレセック Presseck
- シャウエンシュタイン Schauenstein
- シュヴァルツェンバッハ・アム・ヴァルト Schwarzenbach a.Wald
- ゼルビッツ Selbitz
- シュタットシュタイナハ Stadtsteinach
- シュタインヴィーゼン Steinwiesen
- テッタウ Tettau
- トイシュニッツ Teuschnitz
- チルン Tschirn
- ヴァレンフェルス Wallenfels
- ヴィルヘルムスタール Wilhelmsthal
- ヴィルスベルク Wirsberg
- ヴルツバッハ Wurzbach

## 川

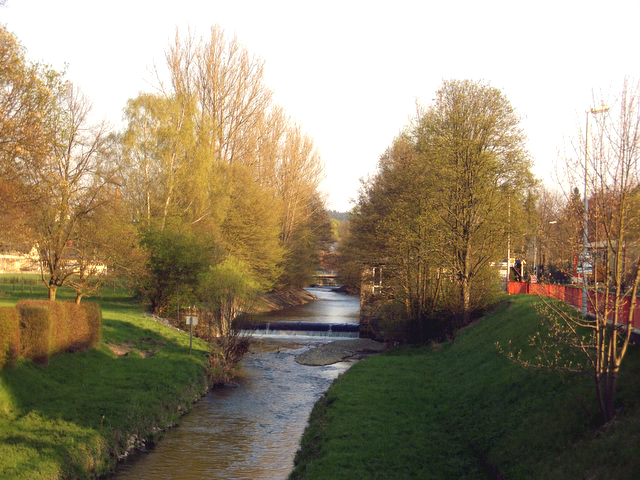
ナイラ付近を流れるゼルビッツ川

フランケンヴァルトは、南西のマイン川、北東のザーレ川の間に位置している。ローダッハ川とその支流であるハースラハ川、クローナハ川およびショルガスト川は、マイン川に注ぐ。フランケンヴァルトの東側を流れるゼルビッツ川や北側を流れるロキッツ川はザーレ川に注ぐ。